# Албайрак, Берат
Берат Албайрак (тур. Berat Albayrak, род. 1 января 1978) — турецкий бизнесмен и политик. Занимал должность главы холдинга Çalık Holding, с 24 ноября 2015 года по 9 июля 2018 года министр энергетики Турции. Зять президента Турции Реджепа Эрдогана.

## Биография
Родился 1 января 1978 года. Отец Берата, Садык Албайрак, турецкий политик и журналист, друг президента Турции Реджепа Эрдогана. Берат окончил школу управления бизнесом при Стамбульском университете.
С 1999 года работал в Çalık Holding, в 2002 году был назначен финансовым директором американского отделения холдинга. Берат Албайрак вернулся в Турцию в 2006 году, на следующий год он был назначен главой холдинга, Берат Албайрак занимал эту должность до конца 2013 года.
В 2015 году был избран членом Великого национального собрания от партии Справедливости и развития, 24 ноября того же года был назначен министром энергетики. Занимал пост до июля 2018 года, когда перешёл в кресло министра финансов. 8 ноября 2020 года в своём Инстаграм-аккаунте опубликовал сообщение об уходе с поста, сперва эта новость была воспринята с недоверием, но подтвердилась уже на следующий день.

### Личная жизнь
В июле 2004 года женился на Эсре Эрдоган. У них четверо детей: Ахмет Акиф (2006), Эминэ Махинур (2009), Садык (2015) и Хамза Салих (2020).